# Liège-Bastogne-Liège 1908
La 4e édition de la course cycliste Liège-Bastogne-Liège a eu lieu le 30 août 1908 et a été remportée par le Français André Trousselier. Il s'agit de la première édition de la course depuis 14 ans et la première édition professionnelle de Liège-Bastogne-Liège, qui avait été courue comme course amateurs entre 1892 et 1894..

## Classement final
| \| 1. André Trousselier \| France \| en \| 8 h 12 min 09 s \| \| 2. Alfons Lauwers \| Belgique \| \| \| \| 3. Henri Dubois \| Belgique \| \| \| \| 4. René Van Den Berghe \| Belgique \| \| \| \| 5. Georges Verbist \| Belgique \| \| \| \| 6. François D'Haen \| Belgique \| \| \| \| 7. Edmond Lasson \| Belgique \| \| \| \| 8. L. Theralle \| Belgique \| \| \| \| 9. Léo Kops \| Belgique \| \| \| \| 10. A. Bettens \| Belgique \| \| \| |          |    |                 |
| 1. André Trousselier | France   | en | 8 h 12 min 09 s |
| 2. Alfons Lauwers | Belgique |    |                 |
| 3. Henri Dubois | Belgique |    |                 |
| 4. René Van Den Berghe | Belgique |    |                 |
| 5. Georges Verbist | Belgique |    |                 |
| 6. François D'Haen | Belgique |    |                 |
| 7. Edmond Lasson | Belgique |    |                 |
| 8. L. Theralle | Belgique |    |                 |
| 9. Léo Kops | Belgique |    |                 |
| 10. A. Bettens | Belgique |    |                 |